# Мелвилл, Герман
Ге́рман Ме́лвилл (англ. Herman Melville; 1 августа 1819 — 28 сентября 1891) — американский писатель, поэт и моряк. Наиболее известен как автор классического романа «Моби Дик».

## Биография
Герман Мелвилл родился в Нью-Йорке 1 августа 1819 года у Аллана Мелвилла (1782—1832) и Марии (Гансевоорт) Мелвилл (1791—1872). Герман был третьим из восьми детей. Его братьями и сёстрами, которые играли важную роль в его карьере, а также в его эмоциональной жизни, были Гансевоорт (1815—1846); Хелен Мария (1817—1888); Аугуста (1821—1876); Аллан (1823—1872); Катрин (1825—1905); Фрэнсис Присцилла (1827—1885); и Томас (1830—1884), который в конечном счете стал губернатором Сейлорс Снуг-Харбора. Аллан Мелвилл проводил много времени за пределами Нью-Йорка и Европы в качестве комиссионного продавца и импортера французских галантерейных товаров.
Оба деда Мелвилла были героями войны за независимость, а Мелвилл находил удовлетворение в своем «двойном революционном происхождении». Майор Томас Мелвилл (1751—1832) принимал участие в Бостонском чаепитии и имел шотландское происхождение, а его дед по материнской линии, генерал Питер Гансевоорт (1749—1812), имевший голландские корни, прославился тем, что командовал обороной форта Стэнвикс в Нью-Йорке в 1777 году. Майор Мелвилл отправил своего сына Аллана (отца Германа) во Францию вместо колледжа на рубеже девятнадцатого века, где он провёл два года в Париже и научился свободно говорить и писать по-французски. В 1814 году Аллан, присоединившийся к унитаризму своего отца, женился на Марии Гансевоорт, которая была привержена более строгой и библейски ориентированной версии кальвинистской веры своей семьи. Мать Мелвилла хорошо разбиралась в Библии, как на английском, так и на фламандском языке, на котором она разговаривала со своими родителями.

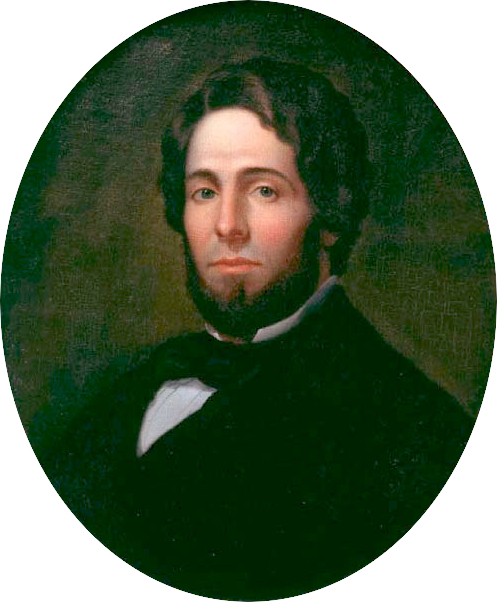
Герман Мелвилл около 1846 года

19 августа, почти через три недели после своего рождения, Герман Мелвилл был крещён дома священником Нидерландской реформатской церкви. В течение 1820-х годов Мелвилл жил привилегированной, богатой жизнью в семье с тремя или более слугами. С четырёхлетним интервалом семья переезжала в более просторные и элегантные помещения, в конце концов обосновавшись на Бродвее в 1828 году. Аллан Мелвилл жил не по средствам, и брал в долг большие суммы как у своего отца, так и у вдовствующей матери его жены. Хотя мнение его жены о его финансовом поведении неизвестно, биограф Гершель Паркер предполагает, что Мария «думала, что деньги её матери бесконечны и что она имела право на большую часть своей доли», пока её дети были маленькими.
В 1830 году семья Марии, наконец, потеряла терпение, и их поддержка прекратилась, после чего общая задолженность Аллана перед обеими семьями превысила 20 тыс. долларов (эквивалентных 471 тыс. долларов в 2018 году). Относительное счастье и комфортность раннего детства Мелвилла, пишет биограф Ньютон Арвин, зависело не столько от богатства Аллана или недостатка его благоразумия, сколько от «исключительно нежного и ласкового духа во всех семейных отношениях, особенно в ближайшем окружении». Арвин описывает Аллана как «человека по-настоящему чувствительного и особенно теплого и любящего отца», в то время как Мария была простой, надёжной и нежной, преданной своему мужу и своему потомству.
Образование Германа началось в 1824 году, когда ему было пять лет, примерно в то время, когда Мелвиллы переехали в недавно построенный дом на 33 Бликер-стрит в Манхэттене. Германа и его старшего брата, Гансевоорта, отправили в мужскую среднюю школу Нью-Йорка. В 1826 году, в тот же год, когда Герман заболел скарлатиной, Аллан Мелвилл сначала описал его как «очень отсталого в речи и несколько медленного в понимании», но его развитие ускорилось, и Герман оказался лучшим оратором на вступительном отделении. В 1829 году и Гансевоорт и Герман были переведены в гимназию и подготовительную школу Колумбии. 28 сентября Герман поступил в отделение английского языка.
Эмоционально неуравновешенный и уставший от дорогостоящей аренды дома на Бродвее, отец Германа пытался оправиться от неудач, переехав в 1830 году в Олбани и занявшись меховым бизнесом. Герман посещал Академию Олбани с октября 1830 года по октябрь 1831 года. Там он проходил стандартный подготовительный курс, изучая чтение и правописание; чистописание; арифметику; английскую грамматику; географию; естественную историю; всемирную, греческую, римскую и английскую историю; классическую биографию; еврейские древности. По мнению Мертона Силтса «изучение древней истории, биографии и литературы в школьные годы оставило неизгладимое впечатление как на его мысли, так и на искусстве, равно как и его почти энциклопедические знания как Ветхого, так и Нового Заветов». Паркер предполагает, что он покинул Академию в октябре 1831 года, потому что «даже крошечная плата за обучение оказалась не по силам его родителям». Его братья Гансевоорт и Аллан продолжали обучение ещё несколько месяцев.
В декабре отец Германа вернулся из Нью-Йорка на пароходе, но из-за льда ему пришлось ехать последние сто километров два дня в открытой конной повозке при −19 °C. В результате он заболел. В начале января он начал проявлять «признаки бреда», а его положение ухудшалось, пока его жена не почувствовала, что его страдания лишают его разума. За два месяца до достижения пятидесяти лет Аллан Мелвилл умер 28 января 1832 года. Поскольку Герман больше не посещал школу, он, вероятно, был свидетелем этих сцен. Двадцать лет спустя он описал похожую смерть в «Пьере».

#### Работа клерком
Смерть Аллана вызвала серьёзные сдвиги в материальном и духовном состоянии семьи. В частности, на это повлияли религиозные убеждения его матери. Мария искала утешения в вере и в апреле была принята в члены Первой реформатской церкви Голландии. Насыщенность Германа ортодоксальным кальвинизмом, несомненно, была наиболее важным интеллектуальным и духовным влиянием его ранних лет. Через 2 месяца после смерти отца Гансевоорт занялся производством шапок и мехов. Дядя Питер Гансевоорт, директор Государственного банка Нью-Йорка, устроил Германа на работу клерком за 150 долларов в год (эквивалент $4,100 в год, по меркам 2021 г.). Биографы приводят отрывок из Редберна   для описания чувств Германа: «Я преждевременно научился много и горько размышлять», — пишет рассказчик, добавляя: «Мне не следует думать о тех восхитительных днях, прежде чем мой отец не обанкротился… и мы удалились от города; ибо, когда я думаю о тех днях, что-то подступает к моему горлу и почти что душит меня». Исследователь Арвин полагает, что в случае Мелвилла приходится считаться с «психологией, измученной психологией разложившегося патриция».
Когда дед Мелвилла по отцовской линии умер 16 сентября 1832 г., Мария и её дети обнаружили, что Аллан несколько недобросовестно занял больше собственной доли в наследстве, а это означало, что Мария получила лишь 20 долларов (эквивалент $500 в 2021 г.). Его бабушка по отцовской линии умерла почти ровно 7 месяцев спустя. Мелвилл хорошо справлялся с работой в банке; хотя в 1834 г. ему было всего 14 лет, банк счёл его достаточно компетентным для того чтобы отправить его с поручением в Скенектади, штат Нью-Йорк. Об этом его периоде мало что известно, кроме того, что он очень любил рисовать.  Изобразительное искусство стало интересом всей его жизни. Примерно в мае 1834 г. Мелвиллы переехали в другой дом в Олбани, трёхэтажный кирпичный дом. В том же месяце пожар уничтожил фабрику Гансеворта по подготовке кожи, в результате чего у него остался персонал, которого он не мог ни нанять, ни позволить себе содержать.

#### Непостоянная работа и учёба
В 1835 г., работая в магазине у брата Гансевоорта, Мелвилл поступил в Классическую школу Олбани, возможно, использовав долю Марии, вырученную с продажи поместья его бабушки по материнской линии в марте 1835 г.  В сентябре следующего года Герман вернулся в Академию Олбани на курс латинского языка. Он также участвовал в обществах дебатов, явно пытаясь наверстать упущенное за годы учёбы. В этот период он стал читать Шекспира — по крайней мере, Макбета, в котором сцены с ведьмами давали ему страшливо подразнить собственных сестёр. К марту 1837 г. он вновь ушёл из Академии Олбани.
Гансевоорт служил образцом для подражания и поддерживал Мелвилла на протяжении всей его жизни, особенно когда тот пытался получить целостное образование. В начале 1834 г Гансевоорт сделался членом Ассоциации молодых людей по взаимному совершенствованию в Олбани (Albany’s Young Men’s Association for Mutual Improvement), а в январе 1835 г. к нему присоединился Мелвилл. Гансевоорт также имел копии Index Rerum Джона Тодда, пустого регистра, в котором были индексированы замечательные отрывки из прочитанных книг для целей облегчённого поиска. Среди образцов записей, сделанных Гансевоортом, демонстрирующих его академическую щепетильность, была «Пекот, прекрасное описание войны с» (Pequot, beautiful description of the war with) с краткой отсылкой к названию места в «Полной истории Коннектикута» Бенджамина Трамбулла (том I в 1797 г. и том II в 1818 г.), где можно было найти описание. Два сохранившихся тома Гансевоорта — лучшее свидетельство кругая чтения Мелвилла в тот период. Записи Гансевоорта включают книги, использованные Мелвиллом для Моби-Дика и Кларела, например, «Парсы — из Индии — превосходное описание их характера, религии и рассказ об их происхождении — East India Sketch Book p. 21». Другие рассказы относятся к «Пантере», хижине пирата и морской буре из «Красного корсара» Джеймса Фенимора Купера, Сен-Саба.

#### Работа школьным учителем
Паника 1837 года вынудила Гансевоорта объявить банкротство в апреле. В июне Мария сказала младшим детям, что им нужно уехать из Олбани в какое-нибудь место подешевле. Гансевоорт стал изучать право в Нью-Йорке, тогда как Герман управлял фермой, прежде чем получил должность преподавателя в окружной школе Сайкса недалеко от Ленокса в штате Массачусетс. Он обучал около 30 учеников разного возраста, в том числе и своего возраста.
По окончании семестра он вернулся к матери в 1838 г. В феврале его избрали президентом Общества Philo Logos, которому Питер Гансевоорт предложил совершенно бесплатно переехать в Стэнвикс-холл. В марте в Albany Microscope Мелвилл опубликовал 2 полемических письма о проблемах, популярных в дискуссионных обществах. Историки Леон Ховард и Хёршел Паркер полагают, что причиной писем стало его юношеское желание добиться публичного признания своих риторических навыков. В мае Мелвиллы переехали в арендованный дом в Лансингбурге, почти в 12 милях к северу от Олбани. Ничего не известно о том, что делал Мелвилл или где он путешествовал в течение нескольких месяцев после окончания преподавания в Сайксе. 12 ноября, через 5 дней после прибытия в Лансингбург, Мелвилл заплатил за семестр в Лансингбургской академии ради изучения геодезии и инженерии. В письме от апреля 1839 г., рекомендовавшем Германа для работы в инженерном отделе канала Эри, Питер Гансевоорт сообщает, что его племянник «обладает амбицией делать себя полезным в бизнесе, который хочет превратить в свою профессию», но никакой работы не оказалось.
Через несколько недель после этой неудачи появилось первое известное опубликованное эссе Мелвилла. Используя инициалы «L.A.V.», Герман опубликовал «Фрагменты с письменного стола» (Fragments from a Writing Desk) в еженедельную газету «Демократическая пресса» и «Лансингбургский рекламодатель», напечатавших её двумя частями, первая из которых вышла 4 мая. По словам Мёртона Силтса, использование им неподъёмных аллюзий раскрывает его знакомство с творчеством Уильяма Шекспира, Джона Мильтона, Вальтера Скотта, Ричарда Бринсли Шеридана, Эдмунда Бёрка, Сэмюэля Тейлора Кольриджа, лорда Байрона и Томаса Мура. Паркер называет произведение «характерным мелвилловским винегретом» (characteristic Melvillean mood-stuff) и считает его стиль «достаточно чрезмерным […] для потакания своей экстравагантности, и достаточно преувеличенным чтобы мочь отрицать серьёзное отношение к собственному стилю». По Дельбанко, стиль «перегрет, как у По, с сексуальными отголосками Байрона и Арабских ночей».

#### 1839—1844: Годы, проведённые в море

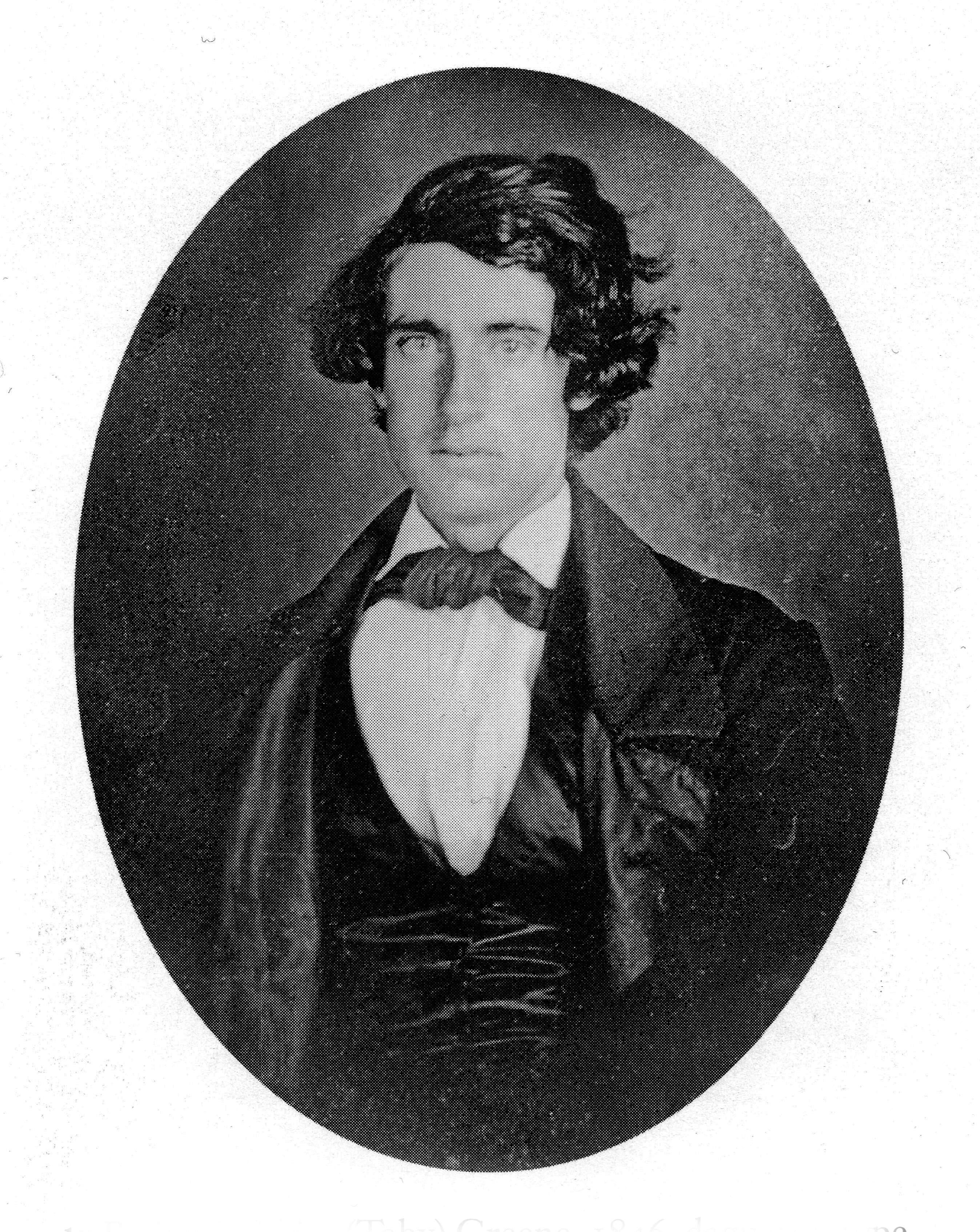
Ричард Тобайас Грин, оставивший корабль вместе с Мелвиллом на Маркизских островах, прообраз Тоби в Тайпи, фото 1846 г.

31 мая 1839 г. Гансеворт, живший тогда в Нью-Йорке, написал, что уверен, что Герман сможет получить работу на китобойном или торговом судне. На следующий день тот записался на борт торгового корабля «Св. Лаврентия» как «boy» (т. н. зеленая рука в китобойном деле), корабль курсировал из Нью-Йорка в Ливерпуль. Произведение Мелвилла «Редбёрн: его первое путешествие» (1849 г.) основано на этом его опыте путешествия; по крайней мере два из девяти путеводителей, перечисленных в главе 30 книги, являлись и частью библиотеки Аллана Мелвилла. Он вернулся в Нью-Йорк 1 октября 1839 г.  и возобновил своё преподавание, теперь уже в Гринбуше, штат Нью-Йорк, однако он ушёл после одного семестра, потому что ему не заплатили. Летом 1840 г. он со своим другом Джеймсом Мёрдоком Флайем отправились в Галена, штат Иллинойс для того чтобы узнать, сможет ли его дядя Томас помочь им найти работу. Безуспешно, осенью он со своим другом вернулись домой, вероятно, через Сент-Луис и вверх по реке Огайо.
Вдохновлённый современной популярной культурной литературой, в том числе новой книгой Ричарда Генри Даны-младшего «Два года перед мачтой» и рассказом Иеремии Н. Рейнольдса в майском выпуске журнала под названием The Knickerbocker за 1839 г. об охоте на большого белого кашалота по имени Моча Дик, Герман и Гансевоорт отправились в Нью-Бедфорд, где Герман и записался на китобойный промысел на борту нового корабля Акушнет. Построенный в 1840 г. корабль имел размеры около 104 футов в длину, почти 28 футов в ширину и почти 14 футов в глубину. Весом чуть меньше 360 тонн, имел 2 палубы и 3 мачты. Акушнет принадлежал Мелвину О. Брэдфорду и Филимону Фуллеру из Фэрхевена, штат Массачусетс, и был пришвартован возле их офиса внизу Центральной улицы города. Герман подписал контракт в Рождество с корабельным агентом, став «зелёной рукой» на 1/175 часть прибыли путешествия. В воскресенье, 27-го числа, братья слушали проповедь преподобного Еноха Маджа в Seamen’s Bethel на холме Джонникейк, где белые мраморные кенотафы на стенах увековечивали память местных моряков, погибших в море, часто после битв с китами. Когда на следующий день он подписал список членов экипажа, Герман получил аванс в размере 84 долларов.
3 января 1841 г. «Акушнет» отправился в плавание. Мелвилл спал примерно с 20 другими на баке; Капитан Валентайн Пиз, помощники и опытные люди спали на корме. Киты были обнаружены неподалёку от Багамских островов, а в марте 150 баррелей масла были отправлены домой из Рио-де-Жанейро. Разделка и варка одного кита заняли около 3 дней, и кит давал примерно один баррель масла на фут длины и на тонну веса (средний кит весил от 40 до 60 тонн). Масло стояло на палубе в течение дня, чтобы остыть, а затем убиралось; чистка палубы завершала работу. Средний рейс означал, что убивалось около 40 китов ради добычи около 1600 баррелей масла.
15 апреля Acushnet обогнул мыс Горн и направился в южную часть Тихого океана, где экипаж заметил китов, однако не поймал ни одного. Затем корабль пошёл вверх по побережью Чили в район острова Селкирк, и 7 мая возле островов Хуан-Фернандес у него было 160 бочек. 23 июня корабль впервые после Рио бросил якорь в Санта-Харборе. Район плавания «Акушнета» привлекал большое движение, и капитан Пиз не только останавливался посетить других китобоев, но и время от времени охотился в компании с ними. С 23 июля по август «Акушнет» регулярно пересекался в море с «Лимой» из Нантакета, и Мелвилл повстречал Уильяма Генри Чейза, сына Оуэна Чейза, который дал ему копию рассказа своего отца о приключениях на борту «Эссекса». 10 лет спустя Мелвилл написал в другом экземпляре книги: «Чтение этой чудесной истории в безбрежном море и близко к самой широте кораблекрушения произвело на меня удивительное впечатление».
25 сентября судно сообщило другому китобойному судну о наличии 600 бочек масла, а в октябре — 700 бочек. 24 октября «Акушнет» пересёк экватор с севера и через 6 или 7 дней прибыл на Галапагосские острова. Этот короткий визит станет основой для рассказа «Энкантадас». 2 ноября Acushnet и 3 других американских китобоя охотились совместно вблизи Галапагосских островов; потом Мелвилл преувеличил это число в четвёртом эскизе «Энкантадас». С 19 по 25 ноября корабль бросил якорь у острова Чатем, а 2 декабря достиг берегов Перу и бросил якорь в Томбезе близ Пайты, имея на борту 570 бочек масла. 27 декабря «Акушнет» заметил мыс Бланко у побережья Эквадора. На следующий день был замечен мыс Святой Елены, а 6 января 1842 г. корабль подошёл к Галапагосским островам с юго-востока. С 13 февраля по 7 мая было зарегистрировано 7 наблюдений за кашалотами, но ни один не был убит. С начала мая до начала июня «Акушнет» несколько раз совместно приступал к китобойному промыслу с «Колумбом» из Нью-Бедфорда, который тоже принимал письма с корабля Мелвилла; корабли находились в одном районе к югу от экватора. 16 июня «Акушнет» перевёз 750 бочек нефти и отправил домой 200 бочек на «Геральде Втором», а 23 июня корабль достиг Маркизских островов и бросил якорь в Нуку-Хива.
Потом он устроился на китобойное судно «Чарльз и Генри», прожил некоторое время на Гавайских островах, откуда в августе 1843 года, поступив на службу в американский военный флот, на фрегате «Юнайтед стейтс» отплыл на родину и в октябре 1844 года прибыл в Бостон.

## Литературная деятельность
Основанные на собственном опыте романы «Тайпи, или Беглый взгляд на полинезийскую жизнь» (Турее: or A Peep at Polynesian Life, 1846) и «Ому: повесть о приключениях в Южных морях» (Omoo: A Narrative of Adventures in the South seas, 1847), сразу же принёсшие писателю славу (роман «Тайпи» был самой популярной книгой Мелвилла при его жизни), характерны уходом в экзотику, полным отказом от привычной для читателя действительности. Мелвилл уводит своего героя в первобытный мир, к неиспорченным цивилизацией дикарям Южных морей. За увлекательными сюжетами стоит волновавшая не только Мелвилла проблема: можно ли, отказавшись от цивилизации, вернуться к природе?
Аллегорический роман о плавании как философских поисках Абсолюта «Марди и путешествие туда» (Mardi and a Voyage Thither, 1849) первоначально успеха не имел, хотя и был замечен. Известный критик Филарет Шаль писал о нём: «Марди, и путешествие туда» — самая странная книга, которая когда-либо появлялась на Земном шаре. Это странное творение начинается как сказка, переходит к волшебству, вдаётся в аллегорию, достигает сатиры через элегию, драму и шуточный роман" По мнению других критиков «Марди» является своеобразным прологом к «Моби Дику», но более насыщенным и всеохватным.

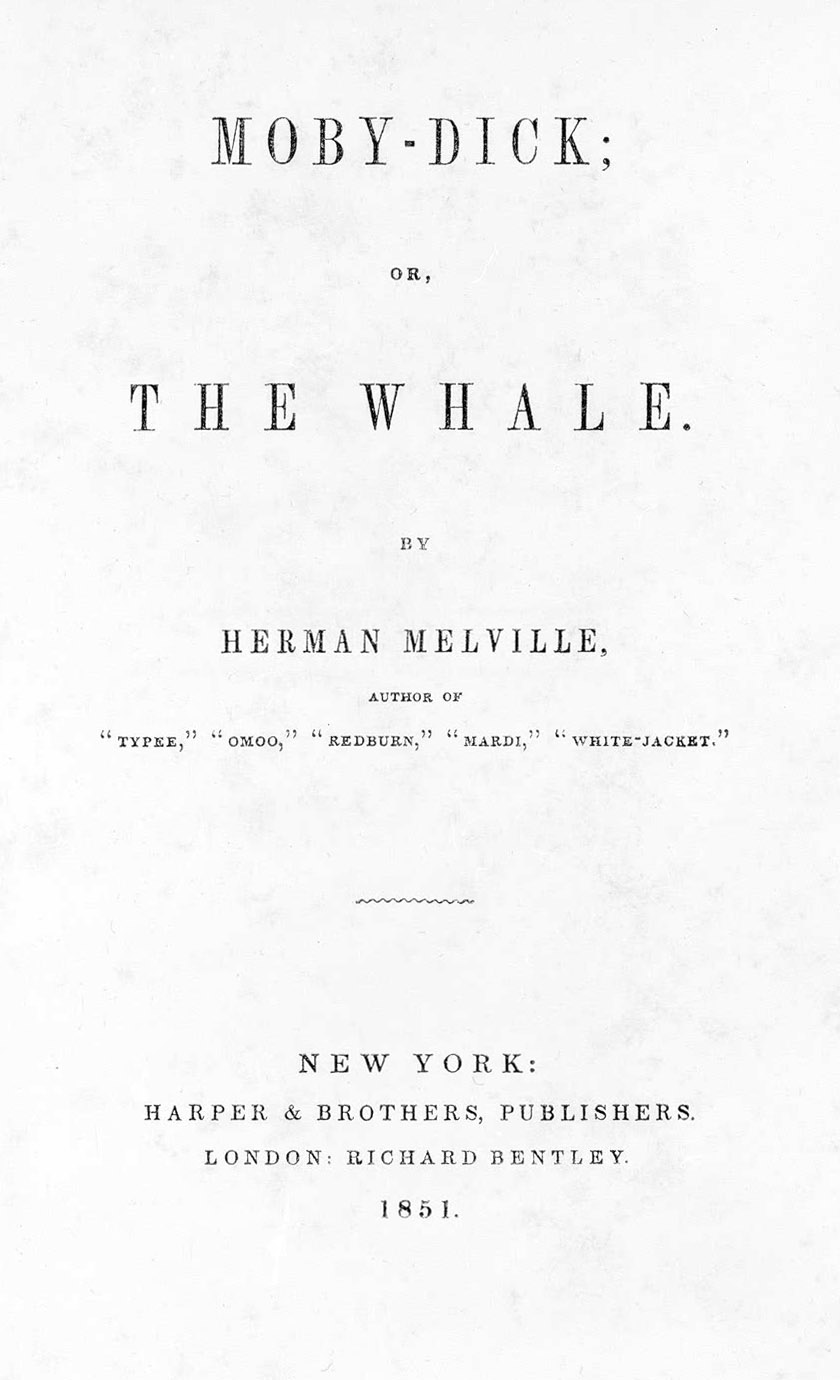
Титульный лист первого издания романа «Моби Дик». 1851

В следующих произведениях, по-прежнему отталкиваясь от личного опыта, Мелвилл стремится анализировать окружающую действительность и социальные отношения. Он пишет «Редбёрн: его первое странствие» (Redburn: His First Voyage, 1849) и «Белый бушлат, или Мир военного корабля» (White Jacket, or the World in a Man-of-War, 1850). В «Редбене» автор описывает будни матросов грузо-пассажирского корабля, не оставляя камня на камне от того, что называют «морской романтикой», а также рассказывает об истории, жизни, быте и нравах крупных портовых городов — Нью-Йорка и Ливерпуля. «Белый бушлат» изображает зло и жестокость на военном корабле, основой повествования о которых стали впечатления о службе на фрегате «Соединённые Штаты».

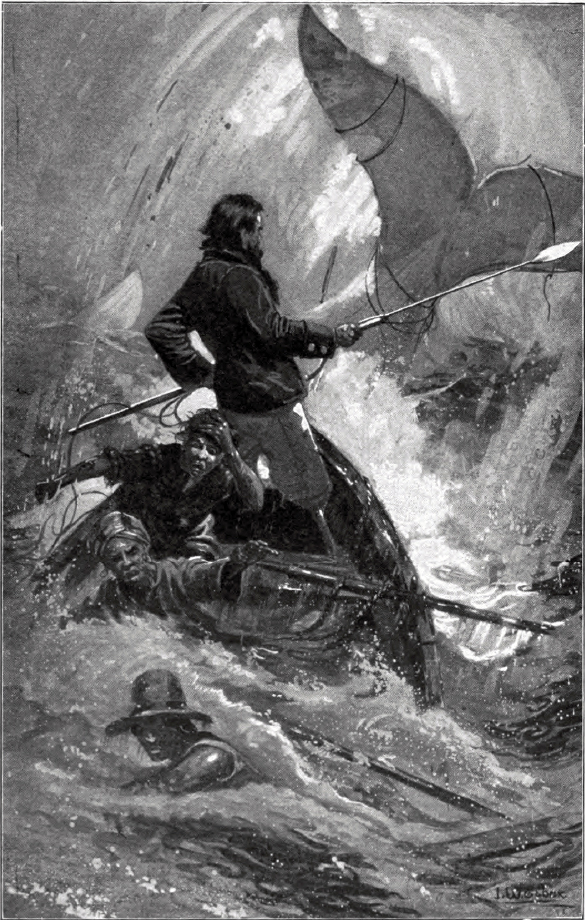
Последнее столкновение с Моби Диком. Иллюстрация к изданию 1902 года

Мелвилл отказывается от реалистических морских романов и создаёт свой главный шедевр «Моби Дик, или Белый кит» (Moby Dick, or The Whale, 1851). Он провозглашает примат иррационального. В «Моби Дике» Мелвилл рисует иррационализм социальных отношений и фантастически мрачную действительность, где господствует таинственный белый кит по имени Моби Дик, которого практически никто не видел, но который обнаруживает себя «результатами своих действий». Моби Дик властвует над всем, он согласно слухам вездесущ (возможно, он символизирует Бога или дьявола).
«Моби Дик» не был оценён большинством современников. После разгромной критики вышедшего спустя год романа «Пьер, или Двусмысленности» (Pierre, or The Ambiguities, 1852), — где изображён молодой американский аристократ, оказавшийся заложником буквально понятых представлений о чести и благородстве, — Мелвилл стал публиковаться анонимно, печатая рассказы в журналах. Многие из них вошли в сборник «Рассказы на веранде» (The Piazza Tales, 1856). За год до этого вышел исторический роман «Израэль Поттер. Пятьдесят лет его изгнания» (Israel Potter: His Fifty Years of Exile, 1855) о забытом герое американской войны за независимость.
Последним романом Мелвилла был «Маскарад, или Искуситель» (The Confidence-Man: His Masquerade, 1857) — язвительная сатира на человеческую доверчивость. Действие происходит на корабле «Фидель (дословно — несущий веру)», плывущем по Миссисипи. На борту корабля сатана, появляясь под личинами альтруистов и энтузиастов, развлекает себя обманом пассажиров и мошенничеством. По мнению некоторых критиков и исследователей, этот роман, вернувшийся к западному читателю в начале 1920-х годов на растущей волне интереса к отмечаемому в англоязычных литературных кругах столетию Мелвилла и к его литературному наследию, стал импульсом к написанию Михаилом Булгаковым романа «Мастер и Маргарита».
Деньги, принесённые в первую очередь произведениями раннего периода, ещё оставались, и в 1860-м Мелвилл совершил кругосветное путешествие. Однако с 1866-го по 1885-й он уже служил чиновником на таможне.
Мелвилл перешёл к поэзии, выпустив поэтические сборники «Батальные сцены и разные стороны войны» (Battle-Pieces and Aspects of the War, 1865), «Джон Марр и другие моряки» (John Marr and Other Sailors, 1888), «Тимолеон» (Timoleon, 1891). В 1876 году вышла его поэма «Кларель» о паломничестве на Святую Землю. Это самая длинная поэма во всей литературе США, состоящая почти из 18 тысяч строк.
Умер он почти забытым. Только в анонимном некрологе написали об «исключительно одарённом авторе», который обладал «могучим поэтичным воображением».
Его последнее произведение, повесть «Билли Бад, фор-марсовый матрос» (Billy Budd, Foretopman, 1891), осталась в рукописи и была опубликована только в 1924 году. Повесть о несвободе человека перед законами общественной жизни и природы вернула интерес к Мелвиллу. По мотивам «Билли Бада» Бенджамин Бриттен написал одну из лучших своих опер (1951), а Питер Устинов снял игровой фильм (1962).
В 1920-х началось переосмысление Мелвилла, его признали классиком мировой литературы.

## Память

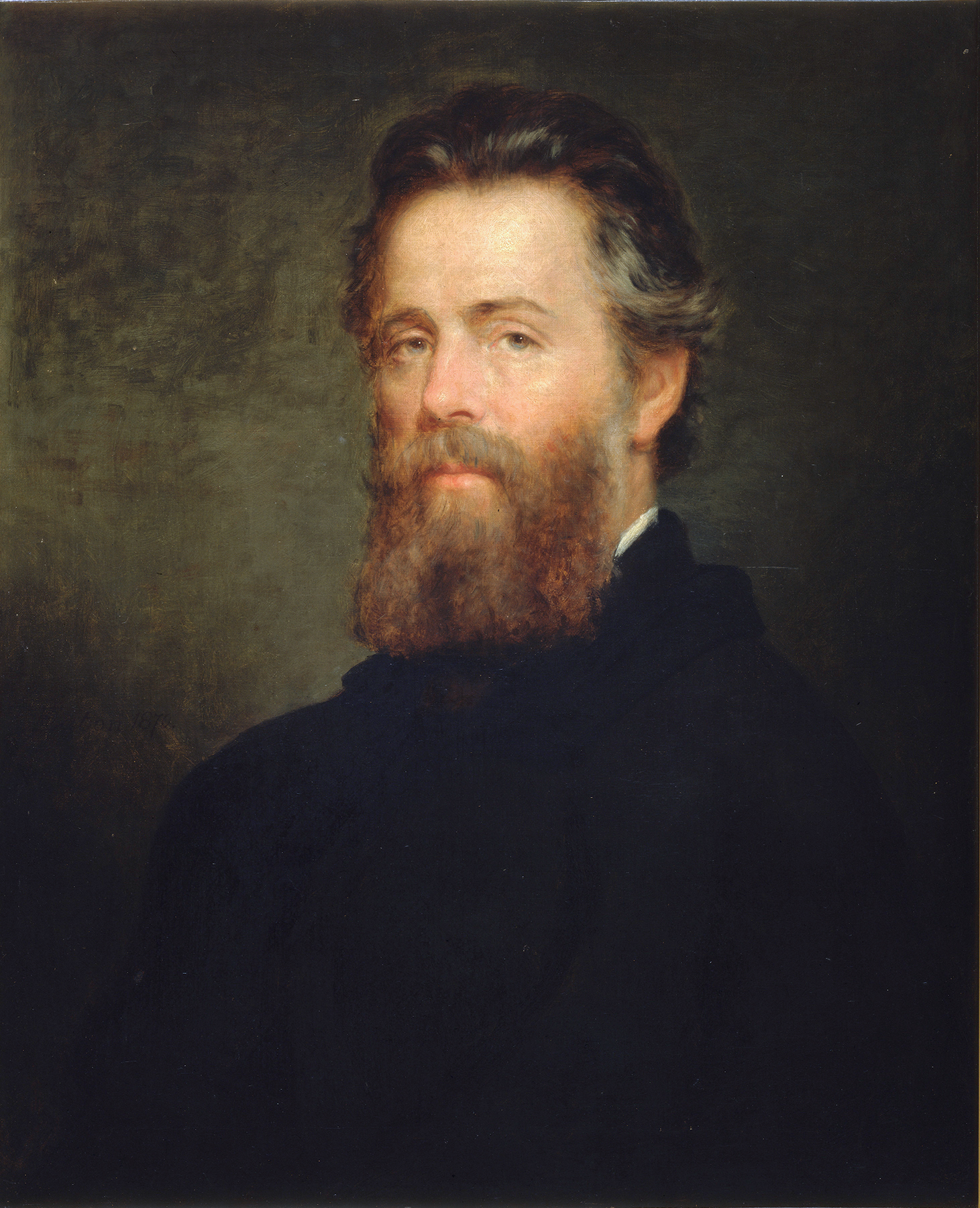
Портрет Мелвилла работы Джозефа Итона

- Популярный певец и музыкант Моби (Ричард Мелвилл Холл — Richard Melville Hall) является праправнучатым племянником писателя и свой псевдоним позаимствовал из его романа «Моби Дик».
- Французский кинорежиссёр и сценарист Жан-Пьер Грумбах взял псевдоним «Мельви́ль» в честь своего любимого писателя Германа Мелвилла.
- В честь Мелвилла назван кратер на Меркурии.
- Работа Мелвилла над Моби Диком показана в экранизированном романе Натаниэля Филбрика «В сердце моря».

## Основные произведения
- «Тайпи, или Беглый взгляд на полинезийскую жизнь» (англ. Typee: A Peep at Polynesian Life, 1846)
- «Ому: повесть о приключениях в Южных морях» (англ. Omoo: A Narrative of Adventures in the South seas, 1847)
- «Марди и путешествие туда» (англ. Mardi: And a Voyage Thither, 1849)
- «Редбёрн: его первое странствие» (англ. Redburn: His First Voyage, 1849)
- «Белый бушлат, или Мир военного корабля» (англ. White-Jacket; or, The World in a Man-of-War, 1850)
- «Моби Дик, или Белый кит» (англ. Moby-Dick; or, The Whale, 1851)
- «Пьер, или Двусмысленности» (англ. Pierre: or, The Ambiguities, 1852)
- «Израэль Поттер. Пятьдесят лет его изгнания» (англ. Israel Potter: His Fifty Years of Exile, 1855)
- «Рассказы на веранде» (англ. The Piazza Tales, 1856)
- «Маскарад, или Искуситель» (англ. The Confidence Man: His Masquerade, 1857)
- «Батальные сцены и разные стороны войны» (англ. Battle-Pieces and Aspects of the War, 1865)
- «Кларель: Поэма и Паломничество на Святую Землю» (англ. Clarel: A Poem and Pilgrimage in the Holy Land, 1876)
- «Джон Марр и другие моряки» (англ. John Marr and Other Sailors, 1888)
- «Тимолеон» (англ. Timoleon, 1891)
- «Билли Бадд, фор-марсовый матрос» (англ. Billy Budd, Foretopman, 1891)